# HD 159868
HD 159868 — звезда в созвездии Скорпиона на расстоянии около 82 световых лет от нас. Вокруг звезды обращается, как минимум, одна планета.

## Характеристики
HD 159868 принадлежит к тому же классу жёлтых карликов, что и наше Солнце. Она имеет массу, равную 1,09 массы Солнца. Возраст звезды оценивается приблизительно в 8,1 миллиардов лет.

## Планетная система
В 2007 году командой астрономов, работающих с Англо-Австралийским телескопом, было объявлено об открытии планеты HD 159868 b в системе. Планета представляет собой типичный газовый гигант, обращающийся на среднем расстоянии 2 а. е. от родительской звезды по сильно вытянутой эллиптической орбите. Масса планета примерно равна 1,7 массы Юпитера. Открытие было совершено методом Доплера.